# موریس هاردون
موریس هاردون (انگلیسی: Maurice Hardouin; ۷ ژوئیهٔ ۱۹۴۷ – ۳۰ مارس ۲۰۱۹) بازیکن فوتبال اهل فرانسه بود.
از باشگاه‌هایی که در آن بازی کرده‌است می‌توان به باشگاه فوتبال والنسین، باشگاه فوتبال لو مان، باشگاه فوتبال سدان، و باشگاه فوتبال استراسبورگ اشاره کرد.